# Dilek Güngör

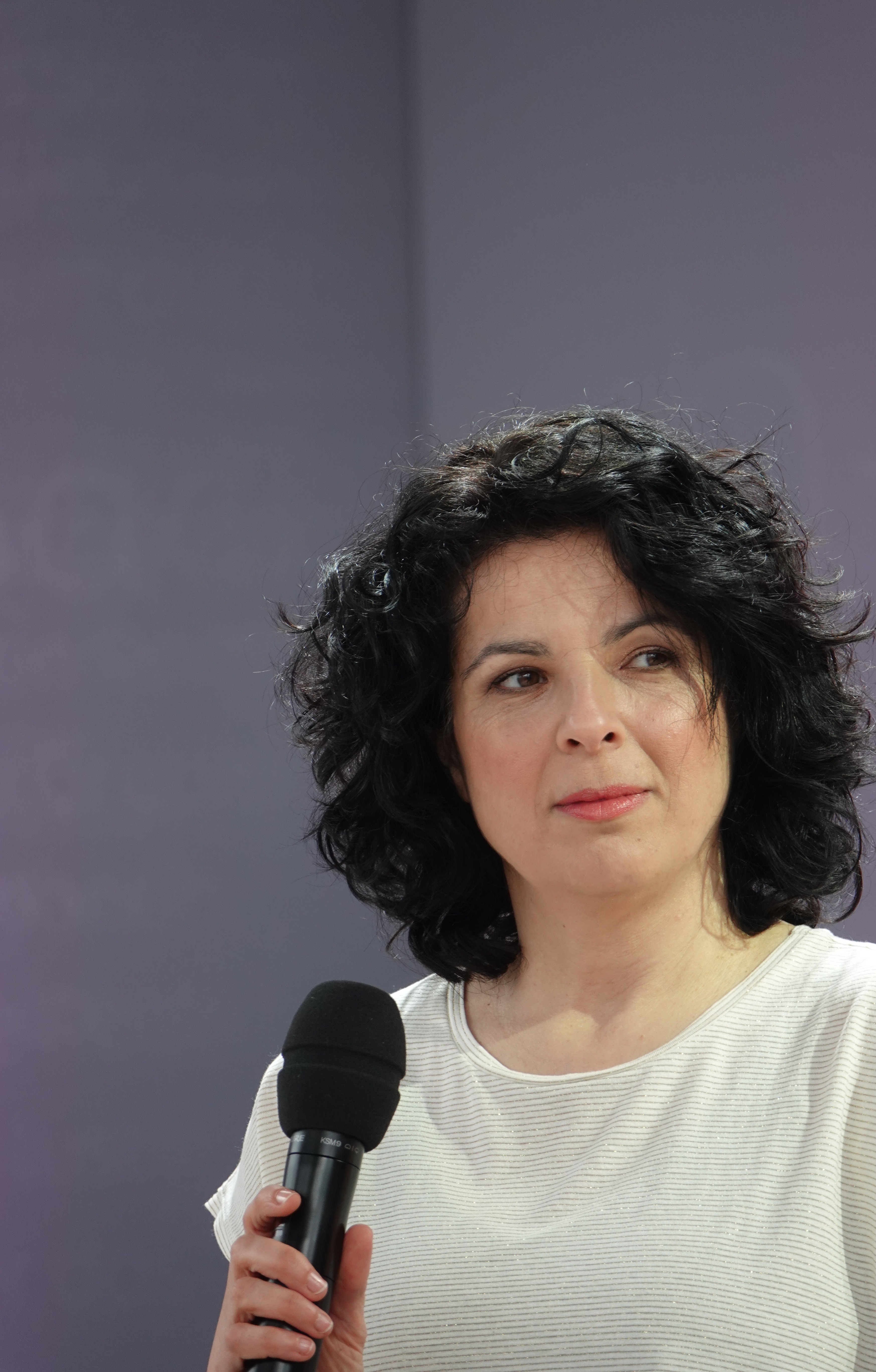
Dilek Güngör 2024

Dilek Güngör (* 1972 in Schwäbisch Gmünd) ist eine deutsche Journalistin, Kolumnistin und Buchautorin.

## Leben
Güngör, die eine katholische Schulbildung absolvierte, schloss zunächst ein Übersetzerstudium für Englisch und Spanisch in Germersheim mit dem Diplom ab. Nach einem Aufbaustudium Journalistik an der Universität Mainz begann Güngör 1998 als Journalistin bei der Berliner Zeitung, für die sie zunächst bis 2003 tätig war. Bis heute schreibt sie für die Berliner Zeitung die bei der Leserschaft äußerst beliebten Glossen über das deutsch-türkische Leben in Deutschland, die sich oft an den Erlebnissen in ihrer eigenen Familie orientieren.
In den Jahren 2003/2004 absolvierte Güngör ein Masterstudium Race and Ethnic Studies an der englischen University of Warwick.
Gesammelte Glossen Güngörs aus der Berliner Zeitung erschienen erstmals 2004 in Buchform unter dem Titel Unter uns. Neben ihrer journalistischen Arbeit ist die Autorin durch zahlreiche Lesungen bekannt.
2007 veröffentlicht Güngör ihren ersten Roman Das Geheimnis meiner türkischen Großmutter bei Piper. Im selben Jahr erschienen darüber hinaus weitere gesammelte Glossen der Autorin, die inzwischen in der Stuttgarter Zeitung erscheinen, in dem Band Ganz schön deutsch.
2008 verfasste Güngör das Libretto zu dem 2008/2009 in der Neuköllner Oper aufgeführten Singspiel Türkisch für Liebhaber (Musik: Sinem Altan).
Seit Oktober 2009 hat Güngör wieder eine feste Kolumne in den Montagsausgaben der Berliner Zeitung.
Im Februar 2019 erschien ihr zweiter Roman Ich bin Özlem, über den Arno Widmann in der Frankfurter Rundschau schrieb: „Ein großartiger Wurf. Gerade auch jetzt mitten hinein in die überall wuchernden Identitätsreden.“ Die Essayistin Mithu Sanyal meinte, der Roman sei „glasklar beobachtet, selbstkritisch und souverän“, und kürte ihn im April 2019 im WDR 5 zum „Buch der Woche“. 2021 folgte ihr Roman Vater und ich, in dem es um die Beziehung einer Tochter zu ihrem Vater geht, der als sogenannter Gastarbeiter nach Deutschland kam. Ende Januar 2024 erschien ihr Roman mit dem Titel: A wie Ada. Darin werden die Beziehungen der Protagonistin, vom Kindergarten bis hin zu ihren eigenen Kindern und ihrem Mann in einfühlsamen und humorvollen Miniaturen dargestellt.

## Auszeichnungen
- 2021: Longlist zum Deutschen Buchpreis mit Vater und ich
- 2019 einjähriges Stipendium der Berliner Senatsverwaltung für Kultur und Europa[4]

## Bibliographie
- A wie Ada. Roman. Verbrecher Verlag, Berlin 2024. ISBN 978-3-95732-579-2.
- Vater und ich. Roman. Verbrecher Verlag, Berlin 2021, ISBN 978-3-95732-492-4.
- Ich bin Özlem. Roman. Verbrecher Verlag, Berlin 2019, ISBN 978-3-95732-373-6.
- Ganz schön deutsch. Meine türkische Familie und ich. Kolumnen. Piper Verlag, München 2007, ISBN 978-3-492-24896-9.
- Das Geheimnis meiner türkischen Großmutter. Roman. Piper Verlag, München 2007, ISBN 978-3-492-04971-9.
- Unter uns. Kolumnen. Edition Ebersbach, Berlin 2004 (Taschenbuchausgabe unter dem Titel Unter uns. Meine türkische Familie und ich, btb, München 2006).